# Sniper Elite 4
Sniper Elite 4 je taktická stealth střílečka z pohledu třetí osoby z roku 2017, kterou vyvinula a vydala společnost Rebellion Developments. Hra je pokračováním hry Sniper Elite III a čtvrtým dílem série Sniper Elite. Pokračování, Sniper Elite 5, bylo vydáno 26. května 2022.

## Příběh
Příběh hry se odehrává v Itálii v roce 1943, po událostech Sniper Elite III. Karl Fairburne se připojuje k italskému odboji, aby pomohl odvrátit hrozbu nové nacistické zbraně.

## Vývoj a produkce
Hru vyvinula společnost Rebellion Developments. 505 Games, vydavatel předchozích dvou her, se na výrobě hry nepodílel. Dne 7. března 2016 byla hra oznámena.

## Vydání a ohlasy
Hra byla vydána 14. února 2017 pro operační systémy Microsoft Windows, PlayStation 4 a Xbox One a 1. listopadu 2020 pro Stadii. Port hry pro Nintendo Switch byl vydán 17. listopadu 2020. Hra získala převážně dobré recenze.
Na začátku roku 2025 byla hra vydána na iOS, iPadOS, macOS.